# Hinojal
Hinojal là một đô thị trong tỉnh Cáceres, Extremadura, Tây Ban Nha. Theo điều tra dân số 2005 (INE), đô thị này có dân số là 431 người.
39°42′B 6°21′T / 39,7°B 6,35°T